# STRANGE ATTRACTIONS?
『STRANGE ATTRACTIONS?』（ストレンジ・アトラクションズ）は槇原敬之の5作目の映像作品。1999年7月7日にVHSで『Cicada』初回限定盤と同時発売。DVDは7月23日発売。発売元はSME Records。

## 概要
ソニー・ミュージックレコーズ・SME Records在籍時の1997年から1999年に制作された、ミュージック・ビデオを収録した映像作品。
最終トラックは「Hungry Spider」英語バージョンをBGMに「Hungry Spider」MV収録現場のメイキングを収録。
2003年12月17日にSME Recordsより、廉価盤としてトールケース仕様にて再発された。

## 収録曲
作詞・作曲・編曲　槇原敬之
1. 素直
2. モンタージュ
3. 足音
4. HAPPY DANCE
5. STRIPE!
6. Hungry Spider
7. Hungry Spider〜Making〜（English version）